# بيتي مجج
بيتي مجج (1927-) هي ممرضة وناشطة نسوية، ولدت في مدينة صيدا بلبنان، والدها يوسف داغر، درست مهنة التمريض في الجامعة الأميركية ببيروت، وهناك التقت بالمقدسيّ أمين مجج الذي كان يدرس طب الأطفال، وأصبح لاحقاً أبرز أطباء القدس وسياسييها، ساهمت بالعمل التطوعي الإنساني، حتى نالت لقب المرأة المقدسية المتميزة.

## بداية العمل الإنساني
افتتح زوجها أمين مجج عيادة للأطفال في مأمن الله غربي القدس، وفي عام النكبة، تفرغ لمعالجة الجرحى شرقي القدس، بعد فصل جزئي المدينة عن بعضهما بعضاً، وشحّ الطواقم والتجهيزات الطبية وعندئذ بدأت رحلة بيتي في العمل الإنساني، فافتتحت وزوجها مشفى في بلدة العيزرية شرقي القدس لعلاج الجرحى ونقلهم بسيارة زوجها الشخصية إلى مشفى الهوسبيس في البلدة القديمة.

## حياتها العملية
- عملت 30 عاماً في مؤسسة الأميرة بسمة.[3]
- أسست في ستينيات القرن الماضي جمعية للدفاع عن حقوق الممرضين والممرضات في القدس، واستمرت في العمل الإنساني بالهمة ذاتها، حتى تقاعدت.
- عملت في مستشفى أوغوستا فيكتوريا في القدس كرئيسة الموظفات.[4]